# Julus propinquus
Julus propinquus är en mångfotingart som beskrevs av Carl Oscar von Porat 1870. Julus propinquus ingår i släktet Julus, och familjen kejsardubbelfotingar. Inga underarter finns listade.